# Select
Select es el segundo álbum de estudio publicado por Kim Wilde en 1982. Esta continuación a su debut incluyó los sencillos de éxito Cambodia y View From A Bridge

## Información general
El sencillo principal del álbum, «Camboya», fue publicado el 2 de noviembre de 1981 y señaló un sonido diferente del campo de Wilde, con un sonido electrónico y de sintetizado diferente al sonido rock de su último álbum. Las canciones fueron escritas nuevamente por Marty y Ricky Wilde y producidas por Ricky Wilde. Las letras de las canciones eran similares al primer álbum; el segundo sencillo «View from a Bridge» y la canción «Wendy Sadd» parecen tratar sobre el suicidio, «Chaos at the Airport» describe una pesadilla sobre volar y «Ego» era todo lo contrario a una canción de amor. «Can You Come Over» se grabó en la casa de Wilde. La portada del álbum, fotografiada por Gered Mankowitz, mostraba un primer plano de Kim con los hombros al descubierto. 
Esta secuela del álbum debut encabezó las listas de éxitos en una gran cantidad de países europeos y alcanzó el puesto #8 en Australia, aunque no superó el éxito de su predecesor.
Select se ha relanzado dos veces en CD, una vez en 2009 como una edición remasterizada y ampliada y una vez en 2020 como una edición de lujo, que incluye una canción inédita, un segundo CD con nuevos remixes y un DVD. El álbum original se reeditó en vinilo en 2020. Las ediciones de CD y LP de 2020 incluyen nuevas remasterizaciones.

## Lista de canciones
Todas las canciones compuestas por Marty Wilde y Ricky Wilde, menos Bitter Is Better escrita por Masami Tsuchiya y Bill Crunchfield.
1. "Ego" — 4:11
2. "Words Fell Down" — 3:31
3. "Action City" — 3:25
4. "View From a Bridge" — 3:32
5. "Just a Feeling" — 4:12
6. "Chaos at the Airport" — 3:20
7. "Take Me Tonight" — 3:56
8. "Can You Come Over" — 3:35
9. "Wendy Sadd" — 3:49
10. "Cambodia + Reprise" — 7:13

### Pistas adicionales (Edición remasterizada de 2009)
1. "Watching For Shapes" (cara B de "Cambodia") — 3:42
2. "Cambodia" — 3:57
3. "Child Come Away" — 4:05
4. "Just Another Guy" (cara B de "Child Come Away") — 3:19
5. "Bitter Is Better" — 3:43

- Datos: Q2563004